# Гуперзин А
Гуперзин А представляет собой природное сесквитерпеновое алкалоидное соединение, содержащееся в растении Баране́ц пильчатый (лат. Huperzia serrata) рода Баране́ц, известное в китайской народной медицине. Гуперзин А также встречается в других пищевых видах рода Баране́ц, включая H. elmeri, H. carinata и H. aqualupiana. Является ингибитором ацетилхолинэстеразы.
Гуперзин А исследовался как потенциальное лекарство от болезни Альцгеймера, но проведённые исследования не доказали его эффективность.
Гуперзин А продаётся в качестве пищевой добавки и позиционируется продавцами как препарат для улучшения памяти и концентрации внимания.

## Биологическое действие
Гуперзин А представляет собой обратимый ингибитор ацетилхолинэстеразы и антагонист NMDA-рецепторов. Ацетилхолинэстераза представляет собой фермент, который катализирует расщепление нейротрансмиттера ацетилхолина и некоторых других эфиров холина, которые действуют как нейротрансмиттеры. Структура комплекса гиперзина А с ацетилхолинэстеразой была определена с помощью рентгеновской кристаллографии (код PDB: 1VOT ; см. трехмерную структуру).

### Фармакокинетика
При пероральном приёме максимальная концентрация гуперзина А в плазме крови достигается приблизительно через час, период полувыведения составляет 4–5 часов. Препарат проникает через гематоэнцефалический барьер.

## Кандидат в лекарства
В течение нескольких лет гуперзин А изучался как возможное средство для лечения нейродегенеративных заболеваний, особенно болезни Альцгеймера.
Опубликованный в 2013 году метаанализ показал, что гуперзин А может быть эффективен для улучшения когнитивных функций, общего клинического статуса и повседневной активности людей с болезнью Альцгеймера, однако из-за низкого качества и малого размера выборок в рассмотренных клинических испытаниях гиперзин А не следует рекомендовать для лечения болезни Альцгеймера, если только дальнейшие высококачественные исследования не подтвердят такие результаты.
На 2021 год гуперзин А остаётся кандидатом в лекарства для лечения болезни Альцгеймера, подробности его молекулярных взаимодействий в нервной ткани всё ещё не выяснены.
Гуперзин А потенциально может быть полезен при лечении отравления фосфорорганическими соединениями нервно-паралитического действия, предположительно предотвращая вызванное ими повреждение центральной нервной системы.
Длительные исследования воздействия гуперзина А на организм человека не проводились, поэтому нельзя ничего определённого сказать о его пролонгированном действии, такая же ситуация с воздействием гуперзина А на беременных и детей.

## Применение
Гуперзин А продается как пищевая добавка с заявлениями продавцов о его способности улучшать память и умственную функцию, о чём потенциально обещают исследования на животных и людях.
Гуперзин А также принимают люди, практикующие осознанные сновидения.
В спортивной индустрии Гуперзин А используется в качестве пищевой добавки (кладётся спортсменами под язык) с целью увеличить мышечное сокращение и физическую силу во время силовых тренировок с отягощениями за счет увеличения количества ацетилхолина в нервно-мышечном соединении, что, предположительно, позволяет больше стимулировать ацетилхолиновые рецепторы.
Содержащие гуперзин А препарат Huperzia serrata с названием «Qian Ceng Ta» используется в традиционной китайской медицине для лечения шизофрении, воспалений, отёков, отравлений, болей и потери памяти.

## Побочные эффекты
Гиперзин А может проявляться легкими холинергическими побочными эффектами, такими как тошнота, рвота и диарея.
Применение гуперзина А при беременности и в период лактации не рекомендуется из-за отсутствия достаточных данных о безопасности. По тем же причинам он не рекомендован детям.

## Лекарственные взаимодействия
Гуперзин А может усиливать действие лекарств, вызывающих брадикардию, такими как бета-блокаторы, которые могут снижать частоту сердечных сокращений. Теоретически возможно наложение холинергических эффектов, если гуперзин А принимается с другими ингибиторами ацетилхолинэстеразы или холинергическими средствами.

## Безопасность
Гуперзин А, несмотря на возможные холинергические побочные эффекты, по-видимому, имеет широкий профиль безопасности. Токсикологические исследования показывают, что гуперзин А не токсичен даже при введении в дозе, в 50-100 раз превышающей терапевтическую дозу для человека. Экстракт активен в течение 6 часов в дозе 2 мкг/кг без заметных побочных эффектов.

## Получение
Гуперзин А получают из мха Huperzia serrata.
Одиз из масштабируемых и эффективных способов полного синтеза гиперзина А — восьмистадийный синтез из циклогексенона 5 с полезным выходом 35–45 %
Другой масштабируемый способ синтеза из широкодоступного сырья занимает 11 стадий с получением продукта 99 % чистоты.